# Erpingham
Erpingham is een civil parish in het bestuurlijke gebied North Norfolk, in het Engelse graafschap Norfolk met 700 inwoners.